# Конвенція про ядерну безпеку
Конвенція про ядерну безпеку — міжнародно-правовий документ, прийнятий 17 червня 1994 державами — членами Міжнародного агентства з атомної енергії (МАГАТЕ) на Дипломатичній конференції у м. Відні (Австрія). Набула чинності 24 жовтня 1996. Конвенція створює зобов'язання держав-учасниць впроваджувати певні правила безпеки та стандарти на всіх цивільних об'єктах, пов'язаних з ядерною енергетикою. До них належать питання вибору місця; проектування та будівництво; перевірка функціонування та  безпеки;  готовність до надзвичайних ситуацій.